# 天念寺

川中不動

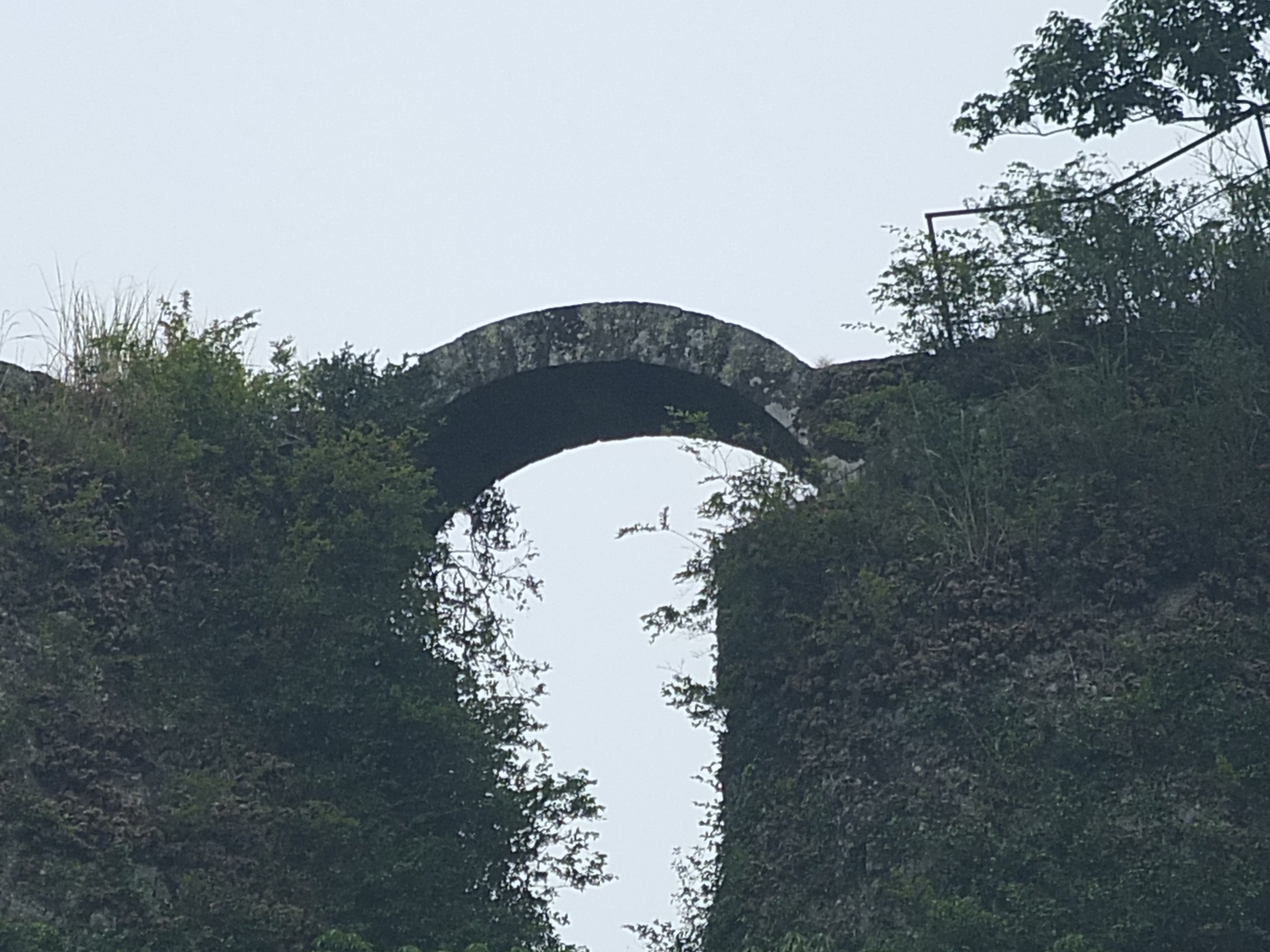
無明橋

天念寺（てんねんじ）は、大分県豊後高田市長岩屋にある天台宗の寺院。山号は長岩屋山。本堂の本尊は釈迦如来、講堂の本尊は観音菩薩。九州西国三十三箇所第五番札所、国東六郷満山霊場第九番札所。境内は国指定名勝 天念寺耶馬及び無動寺耶馬、大分県指定史跡 長岩屋山天念寺に指定されている。

## 概要
天念寺は国東半島周辺に広く分布する天台宗寺院群である六郷山寺院（六郷満山）の一つで、その多くに養老2年（718年）に仁聞によって開かれたとの伝説があるが、実際には六郷山寺院の成立はもう少し時代が下るとみられている。
安貞2年（1228年）の『六郷山諸勤行并諸堂役祭等目録』では六郷山中山の筆頭に記されている。
毎年旧正月の旧暦1月7日の夜に行われる修正鬼会（国の重要無形民俗文化財）で知られる。修正鬼会の様子は、近隣に設けられた「鬼会の里」で、ビデオで見ることができる。
寺の前を流れる長岩屋川の川中の巨岩には、「川中不動」（かわなかふどう）の通称で知られる磨崖仏がある。高さ3.23mの不動明王と二童子（制多迦童子、矜羯羅童子）の像で、室町時代に、氾濫を繰り返す川の水害防除の願のために造られたと伝えられている。
また、堂宇の後背には奇岩、巨岩がそびえており、天念寺岩峰、または、耶馬渓になぞらえて天念寺耶馬と呼ばれる。古くから六郷山の修行場と知られ、最深部に架けられるアーチ橋「無明橋」は、峯入り修行のピークとも言える難所である。
天念寺周辺には本坊、円重坊、祇園坊、要本坊、西ノ坊、畔津坊、大満坊、妙仙坊、門ノ坊、二本坊、仙堂坊、重蓮坊の坊跡が残り「天念寺12坊」と称される。応永25年（1418年）の『六郷山長岩屋住僧屋敷注文』には妙門坊と西ノ坊の記載があるが、その中でも妙門坊は現存の坊跡に名は残っておらず、現存の坊跡はこの応永の注文の屋敷地に記載されたものが近世に整備されたものとみられている。
この寺には、国の重要文化財である阿弥陀如来立像が伝わっている。高さ198cmの檜の一木造の仏像で、平安時代後期の作とされる。素朴で穏和な表情や簡略化された衣文が特徴で、地元の仏師の手になると考えられている。この仏像は、他の5躯の仏像とともに明治39年（1906年）に旧国宝に指定されていたが、昭和16年（1941年）に大水害で損壊した本堂の再建資金を得るために、昭和36年（1961年）に埼玉県の寺院に売却された。しかし、平成9年（1997年）に大分県などによって買い戻され、平成15年（2003年）に約40年ぶりに天念寺近くに開設された天念寺伝統文化伝習施設「鬼会の里」に里帰りを果たしたものである。

## 文化財
- 重要文化財（国指定）
  - 木造阿弥陀如来立像（1906年4月14日指定） - 12世紀の作。榧材の一木造で、内刳りのあとに背蓋がしてある等、古い様式で作られている。高さは200cmにも迫り、国東半島の地方作の仏像としては最大級。かつては小両子岩屋の本尊であったが、近代になって国宝岩屋に移された。昭和16年の水害後、本堂再建のために埼玉県の寺院に売られたが、平成9年に豊後高田市によって買い戻された。
- 重要無形民俗文化財（国指定）
  - 修正鬼会（1977年5月17日指定）- 修正会と鬼会（追儺）の融合した国東半島独特の法会。天念寺の場合は旧暦の１月７日に開催される。赤鬼（災払鬼-愛染明王や初代弥勒寺別当 法蓮の化身）と黒鬼（荒鬼-不動明王や六郷満山開基 仁聞の化身）が松明も持って舞い、その松明で叩かれる（御加持）と、一年の無病息災が約束されるという。修正鬼会
- 名勝（国指定）

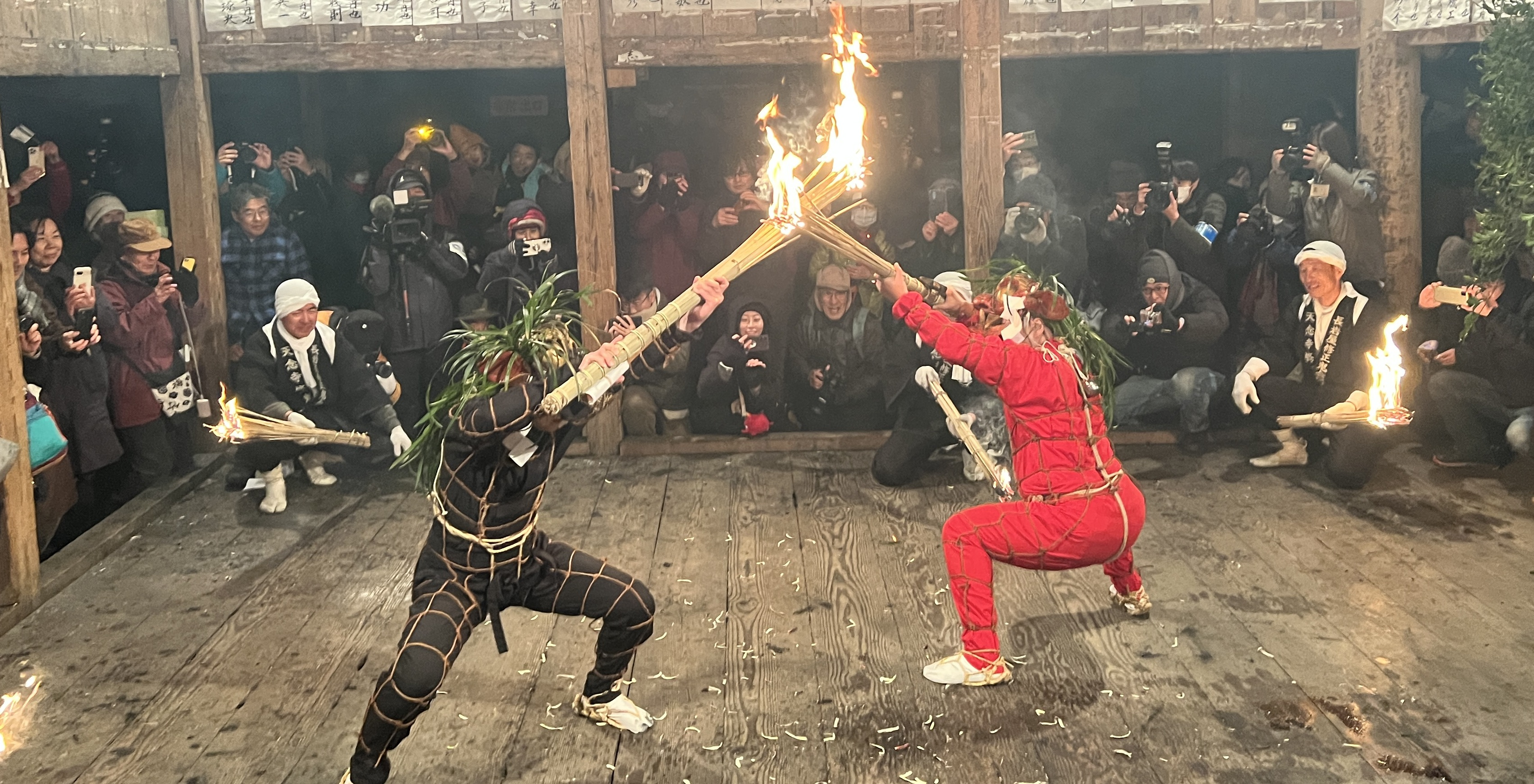
修正鬼会

  - 天念寺耶馬及び無動寺耶馬（2017年10月13日指定）- 天念寺の後背に聳える岩山の名勝。幾つのも岩屋や無明橋などの修行場が残る。三浦梅園の漢詩などにより、芸術的視点が添えられた。北側の無動寺後背の耶馬と向かい合い、それぞれの無明橋がそれぞれの耶馬を観賞する際の視点場となっている。
- 大分県指定有形文化財
  - 木造釈迦如来坐像（1971年3月23日指定）
  - 木造日光・月光菩薩立像（1971年3月23日指定）
  - 木造勢至菩薩立像（1971年3月23日指定）
  - 木造吉祥天立像（1971年3月23日指定）
上記の4件5躯の仏像は、かつては木造阿弥陀如来立像とともに6躯一括で旧国宝（1950年の文化財保護法施行以後は重要文化財）に指定されていた。しかし、木造阿弥陀如来立像の売却に伴い、寺に残った5躯は1961年1月26日付で国の重要文化財の指定を解かれ[4][5]、1971年にあらためて大分県の有形文化財に指定されたものである。
- 大分県指定史跡
  - 長岩屋山天念寺 附川中不動及び護摩堂跡（1979年5月15日指定）- 川中不動は室町時代に彫られた磨崖仏。豊後高田市では熊野磨崖仏に次いで背の高い磨崖仏。川中不動前にはかつて護摩堂があったが（古写真で確認できる）、昭和16年の水害で流された。
- 豊後高田市指定有形文化財
  - 天念寺不動種子石碑（1981年4月1日指定）
  - 天念寺大般若経・奥書（1997年4月8日指定）
  - 中之島旅館石殿（2013年1月29日指定）天念寺境内旧在。